# ماربورگ
ماربورگ (به آلمانی: Marburg)، شهری در مرکز بخش ماربورگ بیدنکپف در شمال ایالت هسن آلمان است. این شهر بر روی رود لان واقع شده و از قرن ۱۲ میلادی به عنوان یک شهر شناخته می‌شود. این شهر با شهرکرد در ایران، پیمان خواهرخواندگی دارند.

## جمعیت
براساس تحقیقاتی که در سال ۲۰۱۵ صورت گرفت این شهر ۷۳٬۸۳۶ نفر جمعیت دارد.
بر اساس اطلاعات وب سایت دانشگاه ماربورگ و پر دانشجوترین شهرهای آلمان این شهر بیش از ۸۰۰۰۰ نفر جمعیت دارد.

## دانشگاه

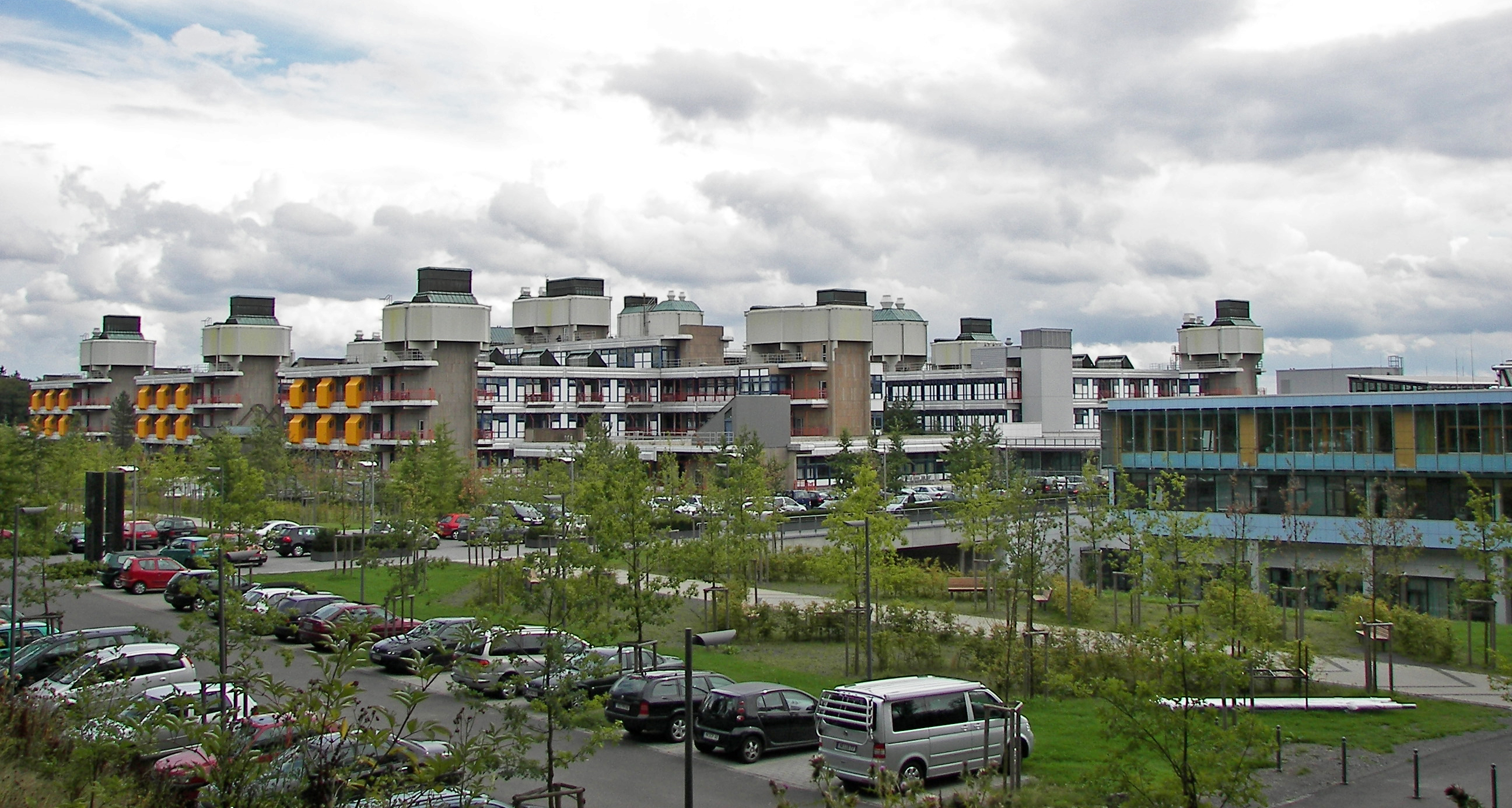
یک عکس از شهر ماربورگ

دانشگاه فلیپس ماربورگ قدیمی‌ترین دانشگاه پروتستان جهان هست که هنوز وجود دارد و در سال ۱۵۲۷ میلادی بنانهاده شده‌است توسط فیلیپ۱ کنتی از هسن (به آلمانی: Landgraf Philipp der Großmütige von Hessen) تأسیس شده‌است. با داشتن بیش از ۲۵۰۰۰ هزار دانشجو به عنوان شهر دانشجویی هم شناخته می‌شود؛ و بر اساس تحقیقی در سال تحصیلی ۲۰۱۸–۲۰۱۹ با نسبت ۳۲ درصد دانشجو به کل شهروندان در جایگاه ششم از نظر تعداد دانشجو به شهروند قرار گرفته‌است.

## افراد سرشناس
- ارنست-گونتر شنک (۱۹۰۴–۱۹۹۸)، پزشک
- راینهارد هاوف (زادهٔ ۱۹۳۹)، کارگردان و فیلم‌نامه‌نویس
- لارس وایسنفلد (زادهٔ ۱۹۸۰)، فوتبالیست
- ایولین هوفر (۱۹۲۲ – ۲۲۰۰۹)، عکاس مستند

## آب‌وهوا
| داده‌های اقلیم ماربورگ                                                                            | داده‌های اقلیم ماربورگ | داده‌های اقلیم ماربورگ | داده‌های اقلیم ماربورگ | داده‌های اقلیم ماربورگ | داده‌های اقلیم ماربورگ | داده‌های اقلیم ماربورگ | داده‌های اقلیم ماربورگ | داده‌های اقلیم ماربورگ | داده‌های اقلیم ماربورگ | داده‌های اقلیم ماربورگ | داده‌های اقلیم ماربورگ | داده‌های اقلیم ماربورگ | داده‌های اقلیم ماربورگ |
| ماه                                                                                              | ژانویه                | فوریه                 | مارس                  | آوریل                 | مه                    | ژوئن                  | ژوئیه                 | اوت                   | سپتامبر               | اکتبر                 | نوامبر                | دسامبر                | سال                   |
| ------------------------------------------------------------------------------------------------ | --------------------- | --------------------- | --------------------- | --------------------- | --------------------- | --------------------- | --------------------- | --------------------- | --------------------- | --------------------- | --------------------- | --------------------- | --------------------- |
| سابقهٔ بیش‌ترین °C (°F)                                                                            | ۱۵٫۶ (۶۰)             | ۱۹٫۳ (۶۷)             | ۲۴٫۷ (۷۶)             | ۲۸٫۲ (۸۳)             | ۳۰٫۷ (۸۷)             | ۳۸٫۰ (۱۰۰)            | ۳۸٫۸ (۱۰۲)            | ۳۷٫۸ (۱۰۰)            | ۳۱٫۳ (۸۸)             | ۲۶٫۰ (۷۹)             | ۲۲٫۰ (۷۲)             | ۱۵٫۱ (۵۹)             | ۳۸٫۸ (۱۰۲)            |
| میانگین بیش‌ترین °C (°F)                                                                          | ۵٫۳ (۴۲)              | ۷٫۳ (۴۵)              | ۱۱٫۲ (۵۲)             | ۱۶٫۴ (۶۲)             | ۱۹٫۹ (۶۸)             | ۲۵٫۴ (۷۸)             | ۲۴ (۷۵)               | ۲۲٫۷ (۷۳)             | ۲۱٫۱ (۷۰)             | ۱۵٫۶ (۶۰)             | ۸٫۴ (۴۷)              | ۶ (۴۳)                | ۱۵٫۳ (۶۰)             |
| میانگین روزانه °C (°F)                                                                           | ۲٫۹ (۳۷)              | ۲٫۷ (۳۷)              | ۵٫۴ (۴۲)              | ۹٫۷ (۴۹)              | ۱۳٫۴ (۵۶)             | ۱۸٫۷ (۶۶)             | ۱۷٫۸ (۶۴)             | ۱۶٫۶ (۶۲)             | ۱۴٫۱ (۵۷)             | ۱۰٫۵ (۵۱)             | ۵٫۴ (۴۲)              | ۳٫۷ (۳۹)              | ۱۰٫۱ (۵۰)             |
| میانگین کم‌ترین °C (°F)                                                                           | ۰٫۳ (۳۳)              | −۱٫۶ (۲۹)             | −۰٫۲ (۳۲)             | ۲٫۸ (۳۷)              | ۶٫۴ (۴۴)              | ۱۱٫۵ (۵۳)             | ۱۰٫۷ (۵۱)             | ۱۰٫۵ (۵۱)             | ۷٫۷ (۴۶)              | ۵٫۷ (۴۲)              | ۲٫۱ (۳۶)              | ۱٫۱ (۳۴)              | ۴٫۸ (۴۱)              |
| سابقهٔ کم‌ترین °C (°F)                                                                             | −۱۵٫۵ (۴)             | −۱۸ (۰)               | −۱۳٫۴ (۸)             | −۷٫۲ (۱۹)             | −۶٫۲ (۲۱)             | ۱٫۰ (۳۴)              | ۲٫۱ (۳۶)              | ۳٫۱ (۳۸)              | −۰٫۸ (۳۱)             | −۶٫۲ (۲۱)             | −۱۱٫۳ (۱۲)            | −۱۶٫۵ (۲)             | −۱۸ (۰)               |
| بارندگی میلی‌متر (اینچ)                                                                           | ۶۰ (۲٫۳۶)             | ۵۴ (۲٫۱۳)             | ۴۴ (۱٫۷۳)             | ۳۶ (۱٫۴۲)             | ۵۷ (۲٫۲۴)             | ۴۴ (۱٫۷۳)             | ۳۷ (۱٫۴۶)             | ۴۱ (۱٫۶۱)             | ۴۸ (۱٫۸۹)             | ۳۹ (۱٫۵۴)             | ۳۸ (۱٫۵)              | ۶۹ (۲٫۷۲)             | ۵۶۷ (۲۲٫۳۲)           |
| میانگین روزهای بارانی                                                                            | ۹                     | ۷                     | ۹                     | ۸                     | ۸                     | ۸                     | ۹                     | ۸                     | ۸                     | ۸                     | ۹                     | ۱۰                    | ۱۰۱                   |
| منبع شماره ۱: Klima Marburg / Lahn (in German), based on 11/2017-10/2022, accessed ۹ نوامبر ۲۰۲۲ |                       |                       |                       |                       |                       |                       |                       |                       |                       |                       |                       |                       |                       |
| منبع شماره ۲: Climate Marburg (Hesse) (in german), accessed 2۶ ژوئیه ۲۰۲۲                        |                       |                       |                       |                       |                       |                       |                       |                       |                       |                       |                       |                       |                       |

## نگارخانه
- یکی از تابلوهای ورودی شهر ماربورگ
- نمایی از شهر ماربورگ.